# Xã Pecatonica, Quận Winnebago, Illinois
Xã Pecatonica (tiếng Anh: Pecatonica Township) là một xã thuộc quận Winnebago, tiểu bang Illinois, Hoa Kỳ. Năm 2010, dân số của xã này là 4.355 người.